# Twiggy
Lesley Lawson (neé:Horniby; nome artístico: Twiggy; Londres, 19 de setembro de 1949) é uma modelo, atriz e cantora britânica. Considerada uma das primeiras supermodelos do mundo, sua imagem quase andrógina, macérrima, pequena, com cabelos loiros muito curtos e imensos olhos realçados com camadas de rímel e cílios postiços, a tornaram um ícone da moda e de estilo dos anos 60.
Depois de encerrar precocemente uma bem sucedida carreira de modelo, ela se dedicou à música, gravando vários discos e, a partir de 1971, ao cinema, onde conquistou o Globo de Ouro em seu filme de estreia, The Boy Friend, ao teatro e à televisão, em que comandou seu próprio talk-show, Twiggy's People. Uma grande personalidade da cultura britânica até os dias de hoje, Twiggy escreveu livros autobiográficos que foram best-sellers e hoje tem uma etiqueta exclusiva de roupas desenvolvida junto com a marca Marks & Spencer, a maior rede de lojas de varejo do Reino Unido.

## Biografia
Nascida Lesley Hornby, filha de um mestre carpinteiro, William Norman, e de uma balconista nas lojas Woolworth, Helen Hornby, ela estudou na Kilburn High School for Girls e começou a carreira de modelo aos 15 anos, em 1964. Sua aparência adolescente, muito magra, lhe rendeu o apelido de "Twigs" (graveto) o que levou ao apelido que a tornaria famosa mundialmente, "Twiggy", que a dona dele achava ridículo.

### Modelo
Em 1965, aos 15 anos, encontrou o homem que faria sua carreira acontecer de maneira meteórica quando conheceu o cabeleireiro de celebridades Justin de Villeneuve, de 27 anos, que tornou-se seu empresário. Os dois se apaixonaram, formaram um casal da moda, e sob sua orientação Twiggy criou um estilo fashion único que a ajudou a transformar-se no rosto da Swinging London dos anos 60, uma revolução cultural na Grã-Bretanha que representava tudo que havia de novo e moderno numa época de otimismo e hedonismo. Em 1966 foi eleita a "Mulher Britânica do Ano" numa votação popular e nomeada "A Face de 1966" pelo jornal londrino Daily Express. Influenciada por Jean Shrimpton – também britânica e a maior modelo de seu tempo, por quem Twiggy tinha idolatria apesar de em nada se parecer com ela e a quem considerava a primeira das supermodelos   e por sua vez ser considerada por muitos como sucessora de Shrimpton – sua carreira a partir daí atingiu o ápice com trabalhos em toda Europa, no Japão e nos Estados Unidos, que a transformaram numa personalidade mundial, estampando capas de revistas como Vogue e Tatler e fotografando com os maiores fotógrafos do mundo como Richard Avedon, Helmut Newton, David Bailey e Cecil Beaton entre outros.
Transformada num dos maiores símbolos da cultura "mod" britânica, em 1967 ela desembarcou em Nova York e sua chegada no Aeroporto John Kennedy foi coberta pela imprensa que a transformou num grande acontecimento. As revistas LIFE e Newsweek fizeram reportagens sobre o "fenômeno Twiggy" e a revista The New Yorker dedicou cerca de 100 páginas ao assunto. Críticas também começaram a aparecer, por causa de sua imagem quase anoréxica e de "menininho", com seus cabelos super curtos, em que a classificavam com uma aparência "pouco saudável para as mulheres". Diana Vreeland, editora-chefe da Vogue norte-americana – para quem Twiggy fez três capas da revista apenas em 1967 – porém, a defendeu publicamente, "ela não é fogo de palha, Twiggy veio para ficar, ela é a mini-garota de uma mini-Era, seu visual é delicioso", numa reportagem de capa para a Newsweek. Anos depois, já na era das modelos semi-anoréxicas que se seguiu e que ela critica como "aterrorizante e um péssimo exemplo para as adolescentes", Twiggy diria que seu visual muito magrinho quando era adolescente era absolutamente natural:"eu era muito magra mas minha constituição física simplesmente era assim. Eu sempre comi normalmente, a magreza estava nos meus genes".

### Atriz e cantora

Twiggy numa cena de O Namoradinho, que lhe deu dois Globo de Ouro.

Em 1970, com apenas 21 anos, menos de cinco anos de carreira e no auge da fama, Twiggy encerrou precocemente a carreira de modelo: "ninguém pode ser um cabide de roupas para sempre". A partir daí resolveu dedicar-se às carreiras de cantora e atriz. Em 1971, fez uma ponta no polêmico e censurado The Devils, de Ken Russell, e no mesmo ano estreou como atriz principal em The Boy Friend (O Namoradinho, no Brasil), do mesmo diretor, pelo qual ganhou dois Globos de Ouro nos Estados Unidos como Revelação do Ano e Melhor Atriz em Musical ou Comedia. Décadas depois, ela diria que os Globos que conquistou foram muito mais importantes para ela que as capas da Vogue que fez, pois nunca pensou ser capaz disso. Em 1973 posou numa estética glam com David Bowie para a capa do sétimo disco do cantor, Pin Ups, fotografada por seu ex-namorado e empresário Justin de Villeneuve, que chegou ao #1 das paradas britânicas. No ano seguinte estreou nos palcos no papel principal de Cinderela e estrelou o filme W, onde conheceu seu primeiro marido, Michael Witney, morto em 1983.
Em 1980 ela fez uma aparição no clássico de John Landis Os Irmãos Cara-de-Pau, com Dan Aykroyd e John Belushi; em 1981 atuou numa versão para a tv britânica de Pigmalião no papel principal de "Eliza Doolittle", bem recebida pela crítica, e em 1983 estreou na Broadway no musical My One and Only, pelo qual foi indicada ao Prêmio Tony. Nos anos 90 comandou o talk-show Twiggy's People na ITV e recentemente também foi jurada do reality show America's Next Top Model.
Twiggy estreou como cantora em seu primeiro filme, o musical The BoyFriend, gravando dois discos subsequentes. Em novembro de 1975, cantou no Royal Albert Hall de Londres para a única apresentação ao vivo de The Butterfly Ball and the Grasshopper's Feast, álbum conceitual do baixista do Deep Purple Roger Glover sobre um clássico da literatura infantil britânica. Sua carreira como cantora cresceu a partir de 1976 quando assinou contrato com a Mercury Records, que lançou os álbuns Twiggy e Please Get My Name Right, mesclando música-pop e música-country; O primeiro entrou nas paradas britânicas e deu a ela um disco de prata. Em 2011, depois de um hiato de doze anos, ela lançou o álbum Romantically Yours, em que canta uma das faixas em dueto com a filha Carly Lawson. Carly, nascida Carly Witney, filha do primeiro casamento que terminou em viuvez, foi adotada pelo segundo marido de Twiggy, o ator e diretor Leigh Lawson, e passou usar seu sobrenome. Twiggy e Lawson conheceram-se em 1984 e casaram-se em 1988 após as filmagens de Madame Sousatzka, de John Schlesinger, em que atuaram juntos.
Depois de passar os anos 90 trabalhando na televisão e atuando no teatro londrino, em 2005, aos 56 anos, ela voltou à moda para desfilar, filmar e fotografar a coleção da grande cadeia de lojas de roupas Mark&Spencer. Sua participação nesta campanha fez com que a imprensa britânica a creditasse como responsável pelo renascimento da marca. Com isso ela voltou a ser representada por uma agência de modelos, a Model 1, a maior da Europa, onde consta de seu catálogo ao lado de supermodelos com menos da metade da sua idade como a brasileira Alessandra Ambrosio e a israelense Bar Refaeli. Considerada uma "instituição britânica", desde esta época ela começou uma associação com a gigante rede de lojas de departamento, o que levou em 2012 ao lançamento de uma coleção própria sob a etiqueta M&S.